# Euprosthenopsis lamorali
Espèce
Euprosthenopsis lamorali est une espèce d'araignées aranéomorphes de la famille des Pisauridae.

## Distribution
Cette espèce est endémique du KwaZulu-Natal en Afrique du Sud,. Elle se rencontre vers Kluhlmoe.

## Description
La carapace de la femelle holotype mesure 5,9 mm.

## Étymologie
Cette espèce est nommée en l'honneur de Bruno H. Lamoral.

## Publication originale
- Blandin, 1977 : Études sur les Pisauridae africaines VII. Les espèces du genre Euprosthenopsis Blandin, 1974 (Araneae, Pisauridae, Pisaurinae). Revue Zoologique Africaine, vol. 91, p. 137-146 (texte intégral).